# The Elder Scrolls III: Tribunal
 (octobre 2019).
Si vous disposez d'ouvrages ou d'articles de référence ou si vous connaissez des sites web de qualité traitant du thème abordé ici, merci de compléter l'article en donnant les références utiles à sa vérifiabilité et en les liant à la section « Notes et références ».
The Elder Scrolls III: Tribunal est le premier add-on développé par Bethesda Softworks pour The Elder Scrolls III: Morrowind.
Tribunal ajoute au jeu de départ quelques fonctionnalités à l'interface, comme le tri du journal par quêtes, et l'ajout de la ville de Longsanglot située en dehors du monde de Morrowind. L'accès à Longsanglot n'est possible qu'en demandant à un PNJ particulier de Cœurébène d'y téléporter le joueur (un autre PNJ de Longsanglot propose le retour).
Tribunal se destine avant tout aux joueurs de haut niveau.

## Début de la quête principale
L'aventure de Tribunal commence après l'installation de l'add-on : le joueur est attaqué par des assassins de la Confrérie Noire pendant son sommeil. En discutant avec les PNJ, il lui est recommandé d'aller signaler les agressions à un garde (elles recommencent fréquemment si ce point n'est pas effectué). Les gardes dirigent alors le joueur vers Cœurébène, puis vers Longsanglot.

## Contenu additionnel
Tribunal ajoute quelques nouveaux ingrédients magiques pour pratiquer l'alchimie et de nouveaux monstres. Il propose, comme le jeu original, une série de quêtes annexes et intègre une pléthore d'objets magiques très puissants.

## Accueil
Tribunal a été parfois critiqué pour sa fonctionnalité de tri des quêtes, pas toujours fonctionnelle, ou par sa durée de vie — de 15 à 25 heures — qui semble limitée par rapport à la quête principale du jeu original.